# Fiesta Popular de los Inocentes y Fin de Año.
La Fiesta de Inocentes y Fin de Año es una celebración que se ha llevado a cabo durante más de 70 años en la ciudad Imbabureña de Atuntaqui ubicada en el cantón Antonio Ante. Esta festividad, que se celebra entre el 26 y el 31 de diciembre, ha sido reconocida como un bien del Patrimonio Cultural Inmaterial del Estado.

## Orígenes
En los años 30 del siglo pasado, un grupo de residentes de Atuntaqui tomó la iniciativa de organizar y emprender una celebración a finales de diciembre para promover la preservación de los valores culturales de la región. Desde entonces, el pueblo entero participa en comparsas, desfiles y danzas donde la principal distinción es el uso de máscaras fabricadas por las virtuosas manos de los pobladores de Atuntaqui.
Las Fiestas de Fin de Año de Atuntaqui tienen casi un siglo ya que las comparsas y disfraces iniciaron en la Fábrica Imbabura, cuando en 1940, un grupo de obreros decidieron hacer reír a la ciudadanía con una parodia de los arrieros.

## Celebración
La fiesta da inicio el 27 de diciembre con el “Bando Bando”, en la que, disfrazados más de 200 personas con un tema en específico, generalmente enfocado en el tema político, cultural o de realidad contemporánea más relevante del año, ya sea local o a nivel internacional, recorren la ciudad. Los días siguientes se desarrollan eventos cómicos, artísticos y culturales. Con seguridad, las Comparsas de Disfraces del 31 de diciembre es el evento central de estas fiestas, al que acuden alrededor de 80.000 personas a ver en escena a más de 20 clubes y organizaciones de la ciudad, del cantón y hasta de la provincia.

Por la noche se dan cita a la Plaza Central Libertad los anteños que despiden el año viejo con la quema de un monigote gigante, lectura de un testamento, juegos pirotécnicos y baile popular. La festividad culmina con el Concurso de Disfraces y Baile Popular, que se desarrolla el 7 de enero.

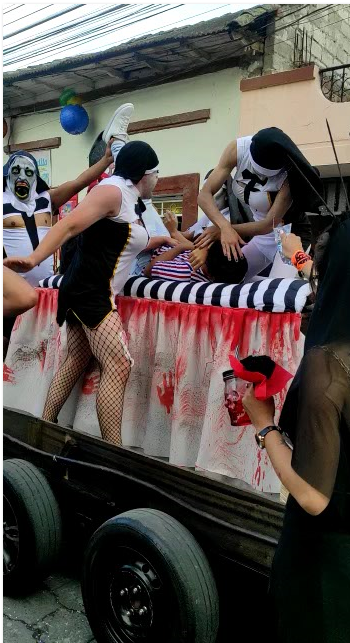
Jocosidad, burla y diversión representadas en las comparsas de fin de año.

El 31 de diciembre, los habitantes de Atuntaqui celebran el Año Viejo con una tradición única: la quema de monigotes gigantes que representan personajes famosos, políticos, deportistas o de la cultura popular. Estos monigotes, llamados también años viejos, son elaborados con materiales reciclables como papel, cartón, tela y madera, y rellenos de aserrín, paja o periódicos. Los creadores de los monigotes compiten por el premio al mejor diseño, que se otorga cada año por un jurado calificador. Los monigotes se exhiben en las calles y plaza de la ciudad desde el 28 de diciembre hasta el 31 de diciembre, cuando se les prende fuego a las 12 de la noche, mientras suenan los cohetes y música. La quema de los monigotes simboliza el fin de un ciclo y el inicio de uno nuevo, así como la purificación de las energías negativas y la renovación de las esperanzas. Es una fiesta llena de alegría, color y creatividad, que atrae a miles de turistas cada año.

## Patrimonio Cultural
La Fiesta de Inocentes y Fin de Año fue declarada Patrimonio Cultural Inmaterial del Ecuador en 2007. La Corporación 31 de Diciembre, encargada de organizar todos los eventos, cuenta con un museo en el que se puede apreciar la historia de esta singular festividad. Aquí se exponen las caretas más representativas usadas en las comparsas de los últimos 50 años. Son 6 los eventos que componen los festejos de esta celebración

### Programa cómico patrimonial
La representación teatral y la imitación se fusionan en un mismo espacio; los conjuntos y asociaciones locales interpretan parodias y representaciones, además, estos clubes en los cuales, generalmente actúan personas jóvenes en papel de "viudas" proyectan vídeos grabados en sitios poco convencionales, con un guion cargado de comicidad. La meta es alcanzar el primer puesto en el coliseo municipal repleto, donde los actores, mediante ingeniosas improvisaciones cómicas, buscan cautivar a la audiencia y arrancar más de una carcajada a los espectadores. Este evento se lleva a cabo cada 27 de diciembre.

### Bando Bando

Bando Bando del año 1993

El Bando Bando de Atuntaqui es una festividad arraigada en la tradición de la ciudadanía y de sus ancestros. Se trata de una celebración colorida y festiva que se lleva a cabo cada año el 28 de diciembre.
Durante el Bando Bando, las calles se llenan de alegría y bullicio con la participación de comparsas, carros alegóricos, músicos y bailarines. La comunidad se une para disfrutar de desfiles llenos de creatividad, donde se destacan las vestimentas tradicionales, la música típica y la danza.
Los participantes, tanto locales como visitantes, se visten con trajes llamativos y representativos de la región. Los desfiles suelen contar con temáticas diversas que reflejan la historia, la cultura y las tradiciones de Atuntaqui y sus alrededores.
La música es un elemento central en el Bando Bando, con bandas que interpretan melodías tradicionales, mientras que los participantes vestidos apropiadamente a la tématica anual llenan las calles con movimientos llenos de energía, algarabía, picardía y jocosidad teniendo siempre en cuenta su alto significado cultural.
Este evento no solo es una oportunidad para celebrar, sino también para preservar y promover las raíces culturales de la región, involucrando a personas de todas las edades en una experiencia festiva y llamativa al mismo tiempo.
El Bando Bando de Atuntaqui es un ejemplo vivo de cómo una comunidad se une para celebrar su identidad y patrimonio cultural, convirtiéndose en un evento muy esperado que muestra la riqueza y diversidad de la tradición local.
Se trata de una composición literaria, en referencia de un estatuto se conforman rimas, esto es debido en honor a la tradición, pues en los años en los que esta práctica se empezaba a llevar a cabo, se imitaba la situación en la que mensajeros o personas a cargo traían información de carácter local, nacional y hasta internacional, y se leía en voz alta en el centro del pueblo.

Bando Bando Bando...

Considerando

Que el año se está acabando

AAAAAA toda guasca...
Paseaba papá por donde quiera,
En su tradicional bicicleta alfalfera.
Hecho un chivo por Santa Bertha anduvo,
Con la vieja sentada en el tubo
Mientras venía a 120 del monte,
le vió al fotorradar en el horizonte 
Puso el zapato en la llanta trasera,
 Para que su velocidad sea mas ligera.

Corporación 31 de Diciembre - 2018

### Traslado de la volatería y Agonía de Papá
La tradición viva se mantiene con las prácticas actuales, este evento toma lugar el 29 de diciembre. En este programa que evoca y simboliza el traslado histórico de aves de corral hacia la estación del tren ubicado en la parroquia de Andrade Marín y hogar de la ex-Fábrica Imbabura, transportadas luego a la Plaza Libertad a lomo de mulas, se ha transformado en un evento contemporáneo y simbólico. Hoy en día, este recorrido se inicia desde el complejo Exfábrica Imbabura, reconocida como un ícono textil nacional y pionera en esta festividad. Concluyendo en la Plaza Libertad, donde se desarrolla una programación especial. Durante este evento, personajes enmascarados con máscaras visitan simbólicamente al "Viejo" representando su final, personificando el año que culmina. Actores cómicos, ataviados como médicos, enfermeras, ángeles, viudas y demonios, simulan una lucha con la muerte, disputando entre prolongar o poner fin a la vida de "Papá".

### Desfile de Comparsas
Las comparsas de fin de año en Atuntaqui llevadas a cabo el 31 de diciembre son un vibrante y colorido despliegue cultural que marca el cierre del año de una manera festiva y llena de tradición. Estas comparsas se convierten en una expresión viva de la identidad local, donde grupos de personas se unen para celebrar con música, bailes y disfraces creativos.
Las comparsas suelen estar integradas por miembros de la comunidad que se organizan en equipos, cada uno con su propio tema, vestimenta y coreografía. Desde semanas y hasta meses antes, se preparan con entusiasmo y dedicación para presentar un espectáculo único el día del evento.
El centro de la ciudad se transforma en un escenario de alegría y bullicio, con la visita de muchos turistas y con los ciudadanos locales, mientras las comparsas desfilan por las calles, mostrando su ingenio y creatividad. Los participantes exhiben trajes elaborados y coloridos, a menudo representando la cultura local o inspirados en temas actuales mezclados con la picardía de los personajes que interpretan.
La música resuena en cada rincón, con bandas locales que acompañan el desfile, creando un ambiente festivo y contagioso. Los bailes que toman parte familias completas disfrazads, las coreografías elaboradas y las representaciones teatrales breves forman parte del repertorio de estas comparsas, cautivando a los espectadores y contagiándolos con su entusiasmo.
Estas celebraciones no solo ofrecen entretenimiento, sino que también son una oportunidad para fortalecer los lazos comunitarios y resaltar la riqueza cultural de Atuntaqui. Además, son una manera de despedir el año de manera alegre y optimista, llenando de energía positiva el inicio del nuevo año que está por llegar.

### Despedida de Fin de Año
Una vez las comparsas han finalizado, los locales y visistantes se reúnen en la plaza central de la ciudad, ya que este programa ofrece diferentes atractivos:

#### Testamento de fin de año
Lectura del testamento de fin de año: al igual que el Bando Bando, se redacta un testamente el cual, se personifica al año viejo como "El Viejo" (el cual presenta características de un ciudadano promedio del cantón) se muestran legados que se dejan al pueblo, remembrando nuevamente lo más llamativo del año que se está terminando y de lo que se espera para el próximo año.

Adiós hijos míos yo me despido,
En estos dos años cuánto he sufrido,
Hasta me ha dado hiperlipidemia,
De tanto comer encerrado por pandemia.
Corporación 31 de Diciembre - 2021

#### Cuenta regresiva y quema del monigote
Un gran monigote simbolizando la noticia más relevante del año es construdio, es presentado durante las comparsas y ubicado en la plaza central hasta el momento en el que se termina la lectura del testamento, cuando el reloj marcan las 00:00 a. m. empiezan las celebraciones con algarabía donde todos los presentes se desean los mejores éxitos con muestras de afecto, simbolizando el fin de otro año con la Nochevieja, y el comienzo de un nuevo día, le primero de otro Año Nuevo más.

#### Baile popular y show de fuegos artificiales
Cuando el nuevo año empieza, se entonan la notas del Himno Nacional, una vez finaliza, el público puede gozar del show de fuegos artificiales y bailer popular en donde, al son de orquestas o bandas contratadas, las personas pueden beber y bailar celebrando el inicio de un nuevo año más.